# Quadrisillabo
Nella metrica italiana, il quadrisillabo (detto anche quaternario) è un verso nel quale l'accento principale si trova sulla terza sillaba metrica: quindi, se l'ultima parola è piana, il verso comprende quattro sillabe effettive, mentre se è tronca o sdrucciola, ne contiene rispettivamente tre oppure cinque. Si ha in genere un accento secondario sulla prima sillaba.

## Esempi di versi quadrisillabi
Il quadrisillabo non è un verso molto comune nella poesia italiana. Si può trovare un esempio arcaico, alternato a versi ottonari, in Damigella / tutta bella di Gabriello Chiabrera, musicata da Monteverdi nei suoi Scherzi Musicali a tre voci:
tutta bella

versa versa quel bel vino,

fa che cada

la rugiada

distillata di rubino.»
L'abbinamento con l'ottonario non è casuale. Si noti infatti come i distici di quadrisillabi non siano altro che ottonari con rima interna, e come gli ottonari in questo caso, come sovente avviene, non siano che quadrisillabi giustapposti non rimanti tra loro.